# Stacy Edwards
Stacy Edwards (Glasgow (Montana), 4 maart 1965) is een Amerikaanse actrice.

## Biografie
Edwards werd geboren in Glasgow (Montana) waar haar vader een officier in de United States Air Force was, en zo groeide zij op in vele plaatsen over de wereld. Op achttienjarige leeftijd verdiende zij een beurs om te gaan studeren aan de Lou Conte Dance Studio in Chicago waar zij aan haar carrière begon als danseres en actrice.
Edwards is vanaf 1996 getrouwd.

## Filmografie

### Films
Uitgezonderd korte films.
- 2022 Alex/October - als Sara
- 2022 I Am Like You - als Susan
- 2019 Brass - als Sarah
- 2018 G-32851 - als Anna
- 2018 Pretty Broken - als Caroline Lou
- 2015 Babysitter's Black Book - als Bonnie
- 2014 Where the Devil Hides - als Susan
- 2013 The Bling Ring – als moeder van Marc
- 2008 Chronic Town – als Emily
- 2007 Superbad – als moeder van Evan
- 2007 Murder 101: If Wishes Were Horses – als Diana Brawkey
- 2004 Back When We Were Grownups – als Biddy
- 2002 Joshua – als Maggie
- 2002 Local Boys – als Jessica Dobson
- 2002 Speakeasy – als Sophie Hickman
- 2001 Prancer Returns – als Denise Holton
- 2001 Driven – als Lucretia Clan
- 2000 Mexico City – als Mitch Cobb
- 2000 Four Dogs Playing Poker – als Holly
- 2000 The Next Best Thing – als Finn
- 1999 The Bachelor – als Zoe
- 1999 Black and White – als Sheila King
- 1998 Houdini – als Bess Houdini
- 1998 Primary Colors – als Jennifer Rogers
- 1997 Men Seeking Women – als Jennifer
- 1997 In the Company of Men – als Christine
- 1996 Innocent Victims – als Barbara Richardson
- 1996 The Cottonwood – als Danielle Rose
- 1995 The Fear – als Becky
- 1993 Skeeter – als Mary Ann
- 1993 Relentless 3 – als Toni Keely
- 1993 Private Lessons II – als mrs. Cooper
- 1990 Spontaneous Combustion – als Peggy Bell
- 1989 Dinner at Eight – als Paula Jordan
- 1988 Glory Days – als Andrea Moran
- 1982 Born Beautiful – als ??

### Televisieseries
Uitgezonderd eenmalige gastrollen.
- 2015 Shameless - als Laura Shelton - 2 afl.
- 2011 – 2012 The Lying Game – als Annie Hobbs – 5 afl.
- 2011 Harry's Law – als Corinne Waters – 2 afl.
- 2011 Make It or Break It – als Musette – 2 afl.
- 2008 – 2009 The Unit – als Marian Reed – 2 afl.
- 2001 The Fugitive – als Jenny Butler – 2 afl.
- 1997 – 1999 Chicago Hope – als dr. Lisa Catera – 44 afl.
- 1996 Pacific Blue – als Elaine Weinstein – 2 afl.
- 1991 Sons and Daughters – als Lindy Hammersmith – 7 afl.
- 1989 Valerie – als Sara – 2 afl.
- 1986 – 1988 Santa Barbara – als Hayley Benson Capwell – 120 afl.

- Bibliothèque nationale de France: cb14174582v (data)
- International Standard Name Identifier: 0000 0000 6657 0816
- Library of Congress Control Number: no99065581
- Nationale Bibliotheek van Tsjechië: xx0157436
- Nederlandse Thesaurus van Auteursnamen: 216748798
- Virtual International Authority File: 24238105
- WorldCat: E39PBJjhy4Xj4kj73gGtwbYgKd